# Stefania Maria Ciminelli
Stefania Maria Ciminelli (Roma, 1962). És llicenciada en Filologia romànica per la Università di Roma La Sapienza. Des de 1992 resideix a Barcelona, on es dedica a la traducció. També va treballar durant uns anys com a professora d'italià. Tradueix obres literàries i assaigs del català i del castellà a l'italià i col·labora com a lectora amb algunes editorials italianes i espanyoles. També tradueix per a altres sectors i col·labora regularment amb institucions culturals i centres lingüístics, com ara els serveis d'idiomes de la Universitat de Barcelona i d'Esade o Linguamón-Casa de les Llengües. Entre els autors catalans que ha traduït es troben Jaume Cabré, Baltasar Porcel i Jordi Puntí.